# Les Douze Derniers Jours de Federer
Pour plus de détails, voir Fiche technique et Distribution.
Les Douze Derniers Jours de Federer est un film documentaire dédié aux derniers jours de la carrière du joueur de tennis suisse Roger Federer.

## Synopsis
Le 15 septembre 2022 Roger Federer annonce, sur les réseaux sociaux, la fin de sa carrière sportive. Il jouera son dernier match de tennis, en double avec Rafael Nadal dans l'équipe Europe, le 23 septembre 2022, en Angleterre, lors de la Laver Cup 2022,,,.

## Fiche technique
- Titre original : Federer : Twelve Final Days
- Titre en français : Les Douze Derniers Jours de Federer
- Réalisation : Asif Kapadia, Joe Sabia
- Scénario : Asif Kapadia, Joe Sabia, George Chignell
- Production : George Chignell, Asif Kapadia
- Monteur : Avdhesh Mohla
- Monteur son : Andy Shelley
- Compositeur : Dario Marianelli
- Société de production : Amazon MGM Studios
- Société de distribution : Amazon Prime Video
- Pays d'origine :  Angleterre,  États-Unis
- Année de production : 2024
- Langue originale : anglais
- Format : couleur
- Genre : film biographique
- Durée : 100 minutes
- Date de diffusion :
  - Monde : le 20 juin 2024 sur Amazon Prime Video
  - Suisse : le 20 septembre 2024 sur RTS2

## Distribution
- Roger Federer : lui-même
- Rafael Nadal : lui-même
- Andy Murray : lui-même
- Novak Djokovic : lui-même
- Anna Wintour : elle-même
- Björn Borg : lui-même
- John McEnroe : lui-même
- Rod Laver : lui-même